# Kazimierz Czapiński
Kazimierz Czapiński (ur. 6 listopada?/18 listopada 1882 w Mińsku, zm. w lipcu 1941 w KL Auschwitz) – jeden z czołowych działaczy PPS z okresu przedwojennego, uważany za największego erudytę na lewicy, publicysta, poseł na Sejm II RP (Ustawodawczy oraz II i III kadencji).

## Życiorys

### Młodość
Syn Juliana i Kazimiery z Januszkiewiczów. Działalność socjalistyczną rozpoczął w kółkach socjalistycznych gimnazjum w Mińsku. Zagrożony aresztowaniem zdawał maturę eksternistycznie. Następnie rozpoczął studia na wydziale prawa Uniwersytetu Petersburskiego.
Od pierwszego roku studiów czynny w Socjaldemokratycznej Partii Robotniczej Rosji. Za działalność wśród robotników został wydalony z uczelni i w marcu 1902 aresztowany na pół roku. Zwolniony z braku dowodów, został odesłany do Mińska pod trzyletni dozór policyjny. W Mińsku nadal działał w SDPRR. Z tego powodu był dwukrotnie aresztowany. Wytoczono mu również sprawę sądową zakończoną uniewinnieniem.
W 1904 przedostał się nielegalnie do Niemiec, a następnie do Szwajcarii. Prawdopodobnie w tym czasie wstąpił do SDKPiL. Po wybuchu rewolucji 1905 powrócił do Mińska. W 1906 został aresztowany i skazany na cztery lata zesłania. Wyrok zamieniono mu na wyjazd za granicę. Udał się do Lwowa, gdzie podjął studia oraz prowadził działalność w miejscowej sekcji Socjaldemokracji Królestwa Polskiego i Litwy.

### Działalność w Galicji
Od marca 1907 był członkiem Biura Sekcji Zagranicznych SDKPiL i jego ramienia uczestniczył w VII Kongresie Socjalistycznym II Międzynarodówki w Stuttgarcie. Podjął współpracę z legalnym pismem PPS-Lewica „Wiedza”. Za zgodą władz SDKPiL podjął współpracę z prasą PPSD „Naprzód”. Włączył się również do pracy Uniwersytetu Ludowego im. Adama Mickiewicza.
Z uwagi na legalność działania w Galicji opowiadał się za możliwością włączenia w działania PPSD bez rezygnacji ideowej linii SDKPiL. Jednak jego działania spotkały się z krytyką. W 1910 usunięto go ze składu Biura Sekcji Zagranicznych SDKPiL.
Od 1910 rozpoczął działalność w ruchu oświatowym Polskiej Partii Socjalno-Demokratyczna Galicji i Śląska Cieszyńskiego. Reaktywował działalność szkoły partyjnej PPSD założonej przez Józefa Kwiatka. Po wybuchu I wojny światowej objął redakcję „Naprzodu”.

### Działacz PPS
W 1919 z ramienia PPSD został radnym w Krakowie. W wyborach parlamentarnych w 1919 wybrany został na posła z listy nr 5 (PPSD), w okręgu wyborczym nr 38 (Wadowice). W Sejmie Ustawodawczym pracował w komisji konstytucyjnej oraz komisji oświatowej. Był również sekretarzem Związku Polskich Posłów Socjalistycznych. W wyborach parlamentarnych w 1922, został wybrany na posła z listy nr 2 (Polska Partia Socjalistyczna), w okręgu wyborczym nr 43 (Wadowice). W Sejmie I kadencji pracował w komisji konstytucyjnej.
Był wybierany z listy PPS w okręgu Wadowice, również w wyborach parlamentarnych w 1928 i wyborach w 1930. W Sejmie II kadencji pracował w komisji budżetowej, zagranicznej, oraz był zastępcą przewodniczącego komisji konstytucyjnej. Ponadto był sekretarzem Związku Parlamentarnego Polskich Socjalistów. W Sejmie III kadencji pracował w komisji budżetowej oraz komisji konstytucyjnej. W tej kadencji również pełnił funkcję sekretarza ZPPS.
Znany był z wystąpień antyklerykalnych i antybolszewickich, a także z pracy w komisji konstytucyjnej i konkordatowej. Należał do najważniejszych autorów „Robotnika”, był też zastępcą redaktora naczelnego czasopisma „Naprzód”.
Kierował pracą oświatową w Polskiej Partii Socjalistycznej. W latach 1924–1936 był wiceprezesem, a następnie od 1936 do 1939 prezesem Zarządu Głównego Towarzystwa Uniwersytetu Robotniczego. Od 1919 do 1939 nieprzerwanie był członkiem Rady Naczelnej PPS, a od października 1921 członkiem Centralnego Komitetu Wykonawczego PPS.
Uchodził za jednego z najlepiej wykształconych działaczy PPS, a jego biblioteka słynęła z bogactwa zbiorów. Kazimierz Czapiński był ateistą, racjonalistą i scjentystą. Opisywany w książce Nauczyciele jako jeden z siedmiu mistrzów-nauczycieli Andrzeja Nowickiego, późniejszego prezesa Stowarzyszenia Ateistów i Wolnomyślicieli oraz Polskiego Towarzystwa Religioznawczego.

### Wojna i okupacja
We wrześniu 1939 opuścił Warszawę i powrócił po kapitulacji. Był przeciwny organizowaniu konspiracji, uważając, że wojna skończy się niebawem wskutek zwycięstwa armii francuskiej.
Od 1940 współpracował z grupą Adama Próchnika i z konspiracyjną organizacją socjalistów – „Barykadą Wolności”, uczestnicząc w kółkach samokształceniowych. Aresztowany w 1941 przez Gestapo, 6 lutego 1941 trafił do obozu koncentracyjnego w Auschwitz, gdzie zmarł w lipcu 1941.
Pośmiertnie został odznaczony w 1947 na wniosek Centralnego Komitetu Wykonawczego PPS Krzyżem Grunwaldu II klasy.

## Ważniejsze publikacje
- Kler a robotnicy (Ks. Zimmermann w świetle swych własnych poglądów), Kraków 1910[4];
- Czego uczą jezuici, Kraków 1919;
- Dokąd kler prowadzi Polskę?, 1921[5], Wrocław 2009;
- Bankructwo bolszewizmu, Warszawa 1921[6];
- Czarna ofenzywa. Drogi i cele wojującego klerykalizmu. Uchwały zjazdu katolickiego w Warszawie. Zamach klerykalny na niezależność państwa polskiego, kultury polskiej i ruchu robotniczego, Warszawa 1922[7];
- Czy socjaliści mogą walczyć razem z komunistami. Kwestia Międzynarodówki i „Jednolitego fornu” proletariatu, Warszawa 1922[8];
- Państwo a Kościół. Konkordat Polski z Rzymem, Warszawa 1925[9];
- W drodze do zwycięstwa – Główne etapy myśli socjalistycznej, 1925[10];
- Socjalizm czy komunizm, Kraków 1927;
- Co dał komunizm robotnikom, chłopom i krajowi, Warszawa 1928;
- Partia wrogów ludu pracującego (endecja), Warszawa 1928;
- Faszyzm współczesny, Warszawa 1932[11];
- Świat na wulkanie. Krótki zarys sytuacji międzynarodowej, Warszawa 1936.

W 1972 pod kierunkiem prof. Andrzeja Nowickiego na Uniwersytecie Wrocławskim powstała praca doktorska Poglądy filozoficzne Kazimierza Czapińskiego (1882–1941) autorstwa płk Wacława Krawczyka, zawierająca bibliografię wszystkich prac Czapińskiego, liczącą ok. sześć tysięcy pozycji (książki i artykuły).